# یوردان فیلیپوف
یوردان فیلیپوف (بلغاری: Йордан Филипов؛ ۱۸ ژوئن ۱۹۴۶ – ۲۷ ژوئیهٔ ۱۹۹۶) بازیکن فوتبال اهل بلغارستان بود.
از باشگاه‌هایی که در آن بازی کرده است می‌توان به باشگاه فوتبال زسکا صوفیه اشاره کرد.
وی همچنین در تیم ملی فوتبال بلغارستان بازی کرده است.